# La Grande Sauterelle
Pour les articles homonymes, voir Sauterelle.
Pour plus de détails, voir Fiche technique et Distribution.
La Grande Sauterelle est un film franco-italo-ouest-allemand réalisé par Georges Lautner, sorti en 1967.

## Synopsis
À Beyrouth où il s'est réfugié pour fuir le tueur Marco, le voleur Carl retrouve Alfred, qui lui propose son idée pour décrocher la fortune : braquer un milliardaire à la sortie d'un casino lorsqu'il aura gagné gros. Carl perfectionne les détails de ce plan et surveille au casino le milliardaire Grubert qui joue toutes les nuits mais ne gagne jamais et sort du casino sans argent sur lui. Carl commence à penser que le plan d'Alfred ne marchera jamais. Mais sur une plage, il rencontre Salène, surnommée « la grande sauterelle », une fille délurée et sans attache, qui vit d'expédients. Carl en devient amoureux et laisse tomber son complice. Mais Marco le retrouve à Beyrouth et l'oblige en menaçant Alfred à reprendre leur plan de braquage de Grubert, à trois cette fois.

Acteurs principaux
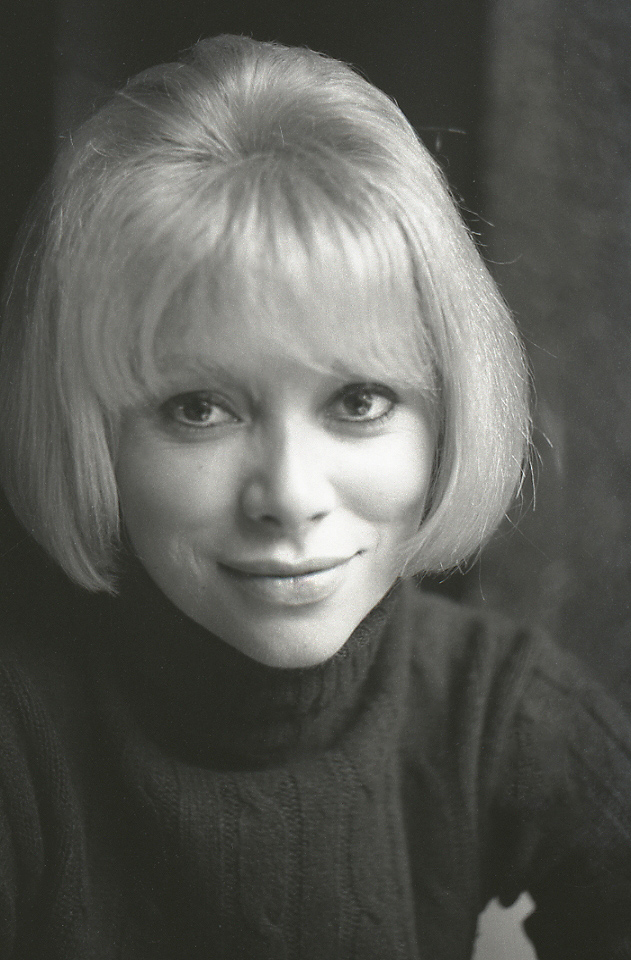
Mireille Darc (Salène)
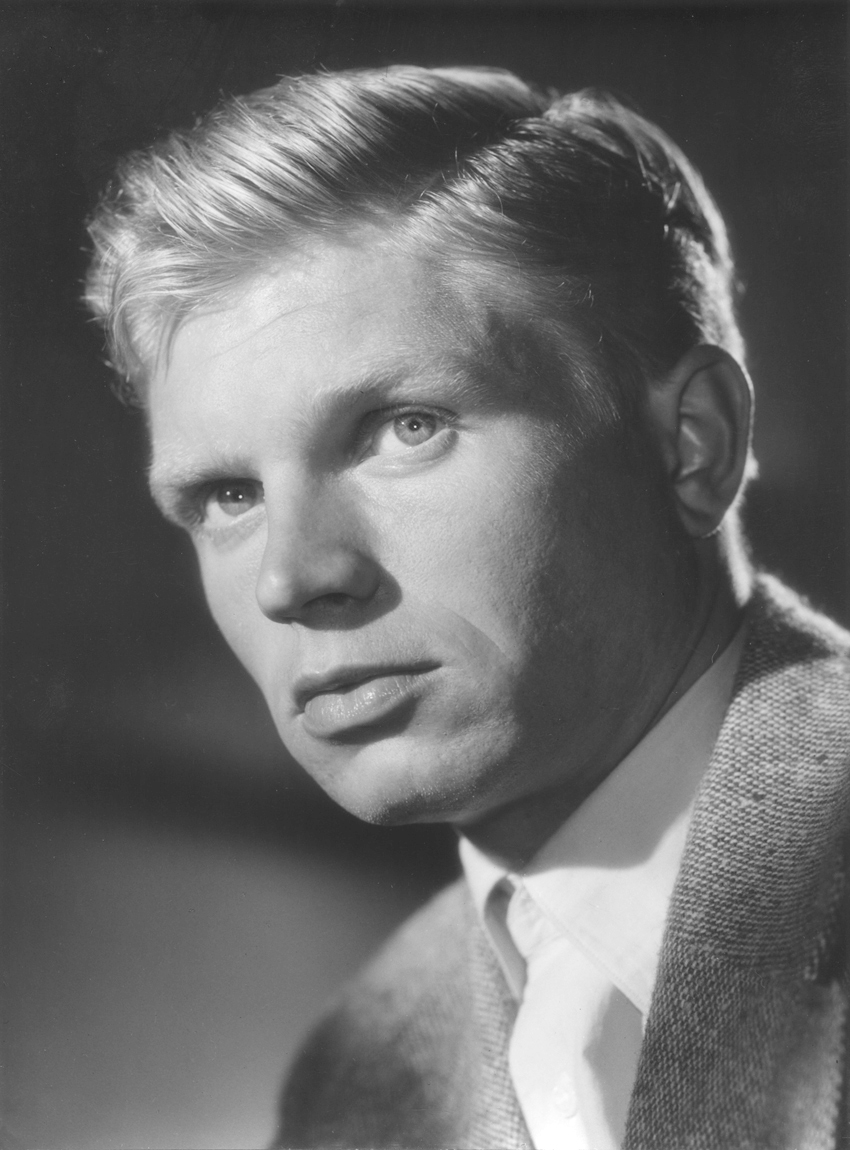
Hardy Krüger (Carl)
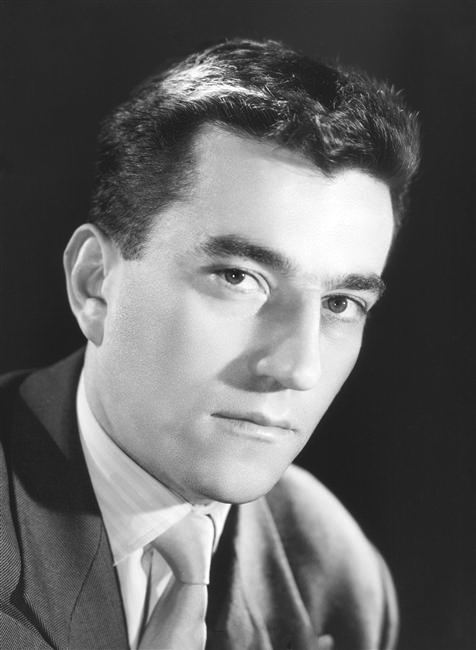
Georges Géret (Marco)
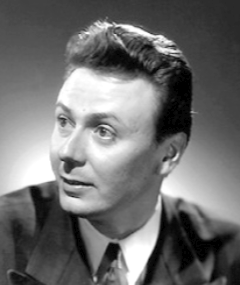
Maurice Biraud (Alfred)
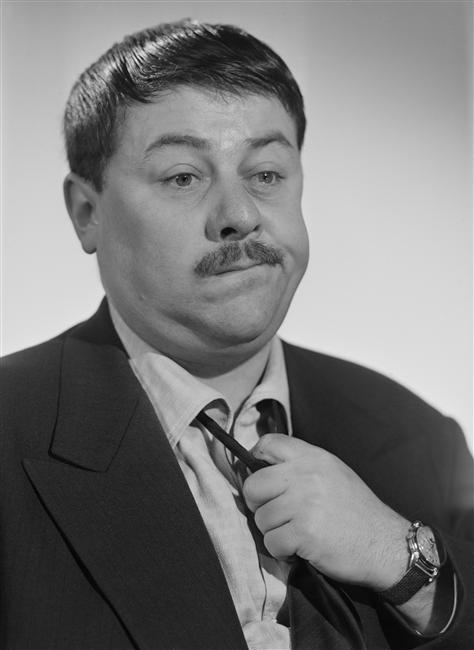
Francis Blanche (Gédéon)
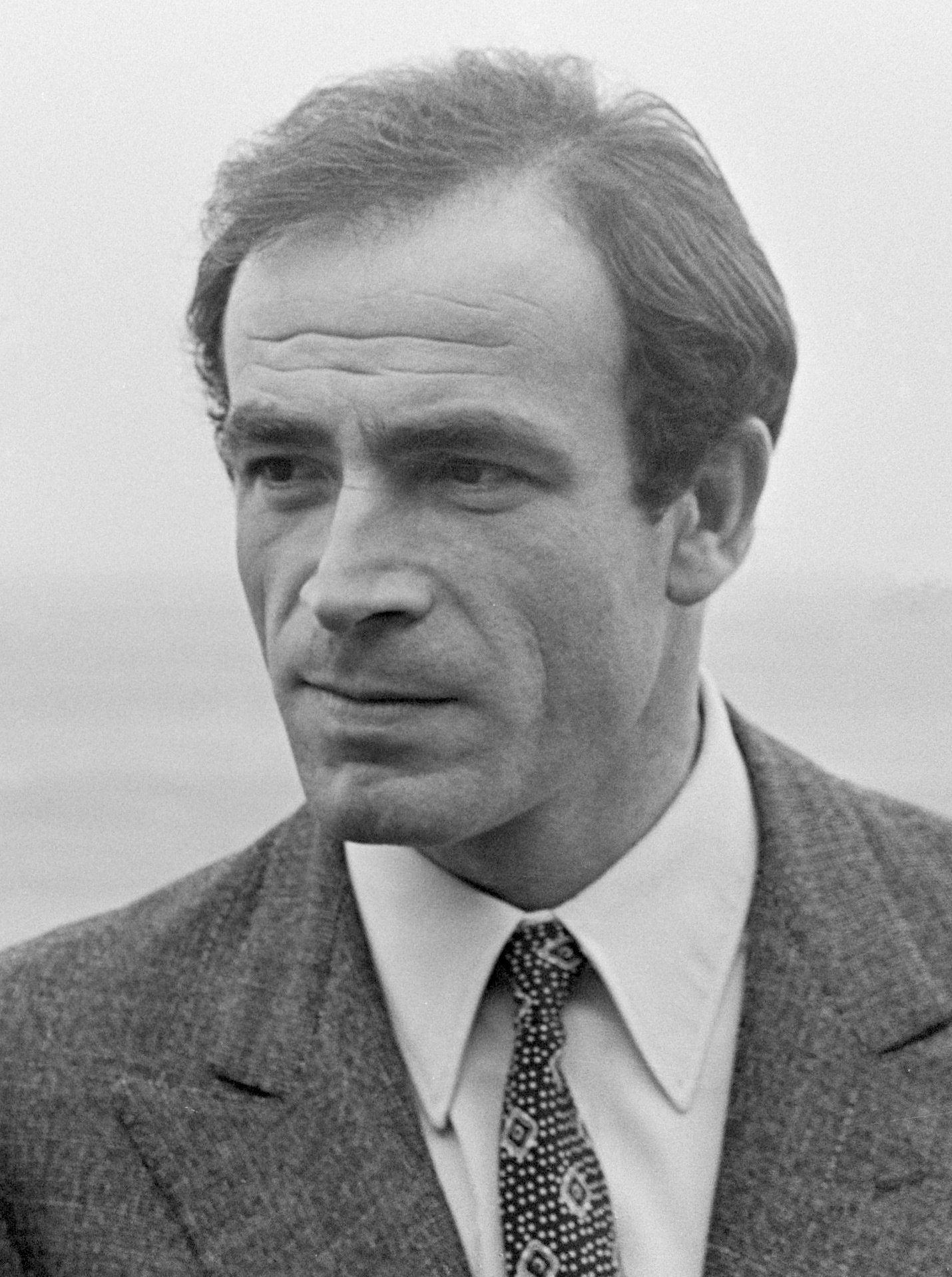
Venantino Venantini (Vladimir)

## Fiche technique

Titre de l'affiche originale (1967).

- Titre original français : La Grande Sauterelle
- Titre italien : Femmina
- Titre allemand : Ein Mädchen wie Das Meer
- Réalisation : Georges Lautner
- Scénario : Vahé Katcha, Michel Audiard et Georges Lautner
- Dialogues : Michel Audiard
- Photo : Maurice Fellous
- Musique : Bernard Gérard
- Production : Alain Poiré
- Société de production : Gaumont International
- Société de distribution : Gaumont Distribution
- Pays de production :  France •  Allemagne de l'Ouest •  Italie
- Genre : Drame et romance
- Durée : 95 minutes
- Date de sortie : 
  - France : 11 janvier 1967
  - Allemagne de l'Ouest : 20 octobre 1967
- Affiche : Jouineau Bourduge (France)

## Distribution
- Mireille Darc : Salène
- Hardy Krüger : Carl
- Maurice Biraud : Alfred
- Francis Blanche : Gédéon
- Georges Géret : Marco
- Margot Trooger : l'Américaine
- Venantino Venantini : Vladimir
- Pepe Aped
- Pierre Massimi
- Mino Doro : Grubert
- Henri Lambert
- Pippo Merisi
- Raymond Meunier

## Bande originale française du film (B.O.F)
La bande originale française est signée par Bernard Gérard, qui fut l'assistant et l'arrangeur de Michel Magne sur certains titres de bandes originales de film de Georges Lautner. La première version publiée en 1967 chez Barclay sous la forme d'un EP 45 ne comporte que 5 titres courts : elle est incomplète et ne présente pas complètement les titres dans l'ordre de sonorisation du film. Une réédition très partielle (2 premiers titres) de cette B.O.F. est sortie en 2002, dans la collection Écoutez le cinéma ! no 18.
L'intégralité de cette musique de film reste donc pour l'instant inédite.
Index des titres
| Année de sortie | Titres de la B.O.                                        | Durée de la piste | Auteur         | Arrangeur      | Éléments complémentaires Références discographiques |
| --------------- | -------------------------------------------------------- | ----------------- | -------------- | -------------- | --------------------------------------------------- |
| 1967            | A1. "La grande sauterelle" (thème principal / générique) | 2.42              | Bernard Gérard | Bernard Gérard | EP 45 Disque Barclay Barclay 71 103                 |
| 1967            | A2. Méchoui (jerk)                                       | 2.25              | Bernard Gérard | Bernard Gérard | (Barclay 71 103)                                    |
| 1967            | B3. Balbeck                                              | …                 | Bernard Gérard | Bernard Gérard | (Barclay 71 103)                                    |
| 1967            | B4. Carl et Salene                                       | …                 | Bernard Gérard | Bernard Gérard | (Barclay 71 103)                                    |
| 1967            | B5. Baby-loo                                             | …                 | Bernard Gérard | Bernard Gérard | (Barclay 71 103)                                    |

Édition incomplète de la B.O.F. dans un ordre incertain de sonorisation
- 1967 : Bernard Gérard La grande sauterelle (bande originale du film) ∫ Disque EP 45 Barclay - Barclay 71 103

Compilations partielles de titres de la B.O.F.
- 2002 : Michel Magne & Bernard Gérard : Les Tontons Flingueurs / Ne nous fâchons pas (Les films de Georges Lautner) (uniquement les titres 1 & 2) ∫ CD Disques Universal Music France - Universal Music France 017 182-2 • Série "Écoutez le cinéma N°18"

## Citation
Tirade de Gédéon (Francis Blanche) : « Il faut transposer, jeune homme ! Tenez ! Prenons le Pacifique. D'après vous, qu'est-ce que c'est ? Un lupanar jeune homme ! Le plus grand lupanar du monde ! Un boxon florifère... Les fleurs et les putains tournent dans l'air du soir. Valse mélancolique et langoureux vertige... Il y a, jeune homme, entre les Carolines et les îles Sous-le-Vent, l'échantillonnage le plus fabuleux de filles et de fleurs. Toute la féerie du prisme, un arc-en-ciel de corolles et de miches. My flower... Rose de Savanah. Des orchidées pour Miss Blandish. J'espère que vous aimez les putains ? La putain est indissociable des choses de la mer ! Je ne conteste pas qu'elle vérole un peu le matelot, mais elle enjolive la conversation ! »